# Frans Hermsen
Franciscus Johannes (Frans) Hermsen (Vierakker, 10 september 1926 - Bemmel, 23 mei 2003) was een Nederlands politicus van de KVP en later het CDA.
Hij is burgemeester geweest van de gemeenten Eibergen (1964-1971), Nieuwegein (1971-1978) en Nijmegen (1978-1987).
Hermsen haalde zijn diploma aan het Isendoorn College destijds nog gevestigd in Zutphen.
Hij trouwde 4 september 1952 in Hazerswoude en werd vader van drie kinderen.
Van 16 mei 1964 tot 1 juli 1971 was Hermsen burgemeester van de gemeente Eibergen. Daarvoor was hij gemeentesecretaris van Zoetermeer. In Eibergen stond hij als een bijzonder actieve burgemeester bekend. Hij realiseerde onder ander het nieuwe openluchtzwembad 't Vinkennest in Eibergen.
Hermsen was de eerste burgemeester van Nieuwegein. Ruim zeven jaar bekleedde hij dit ambt. Hij stond bekend als een markant persoon en een 'aanpakker'. Zo stak hij veel energie in en speelde hij een belangrijke rol bij de groei van Nieuwegein. Hij is voorts een belangrijke stuwende kracht geweest bij de aankoop van het landgoed Oudegein en bij de komst van de sneltramlijn. Ook heeft hij eraan bijgedragen dat de toenmalige rijksweg 24 (nu de A27) ten oosten van Nieuwegein kwam te liggen en niet dwars door de stad.
In 1978 vertrok Hermsen naar Nijmegen. Na de Piersonrellen in 1981 stond zijn positie als burgemeester hier enige tijd ter discussie, omdat menigeen van mening was dat het optreden van leger en politie buiten proportie zou zijn geweest. Hij bleef echter tot aan zijn pensionering burgemeester van Nijmegen. 